# Eduard Weyr
Eduard Weyr   (Praga, 22 de juny de 1852 - Záboří nad Labem, 23 de juliol de 1903) va ser un matemàtic txec, germà d'Emil Weyr.

## Vida i Obra
Weyr era fill d'un professor de matemàtiques d'un institut de secundària de Praga. El seu germà, més gran, Emil, també va ser un reconegut matemàtic. Després dels estudis secundaris al institut del seu pare, va estudiar a la Universitat Tècnica de Praga i a la Universitat Carolina de Praga. En graduar-se, va continuar els seus estudis a la Universitat de Göttingen, en la qual es va doctorar el 1873, i va anar a París, per estudiat amb Charles Hermite i Alfred Serret.
El 1875 va ser nomenat professor de la Universitat Tècnica de Praga. El curs 1885-86, va fer una estança a la Universitat de Berlín on va tenir ocasió d'estudiar amb Weierstrass, Kronecker i Fuchs. Pels seus problemes de salut, el 1901 va estar vivint a Niça. Malauradament, moria dos anys més tard, als 51 anys.
Els treballs més importants de Weyr van ser en geometria projectiva i geometria diferencial. Però també va escriure articles sobre àlgebra, matrius i sistemes hipercomplexos. El treball pel que és més recordat és, precisament, en aquest camp: la forma canònica de Weyr (o característica de Weyr) que és una transformació lineal de la forma canònica de Jordan.